# 赫爾穆特·薩赫茲格
赫爾穆特·薩茲格（德語：Helmut Satzger，1966年12月19日—），德國刑事法律學者，目前於慕尼黑大學法學院擔任刑法學教授。

## 生平
薩赫茲格師承Werner Beulke，曾於1986年至1992年以及1995年後於帕紹大學（Universität Passau）擔任Beulke助理並進行法理學之研究，並取得德國國家考試資格以及教授資格。
目前以教授國際刑法、歐洲刑法以及刑事訴訟法為其主要授課內容。

## 知名學生
薩赫茲格學生眾多，國立台北大學王士帆教授為其在台著名學生。